# Jan Krenz-Mikołajczak
Jan Stanisław Krenz-Mikołajczak, właśc. Jan Krenz (ur. 30 marca 1907 w Poznaniu, zm. 15 grudnia 2002 tamże) – polski sportowiec, odnoszący największe sukcesy w wioślarstwie. Zajmował się także narciarstwem, łyżwiarstwem, sportami motocyklowymi, tenisem oraz żeglarstwem.

## Życiorys
Syn Macieja Stefana i Marianny Lewek, ojciec dwójki dzieci (syn Paweł i córka Ewa), które także z sukcesami uprawiali wioślarstwo. Ukończył w Poznaniu Wyższą Szkołę Inżynierską (inżynier budownictwa). Jan Krenz-Mikołajczak mierzył 172 cm i ważył 68 kg. Tak niski wzrost i waga wyczynowego wioślarza była w czasach przed wprowadzeniem wagi lekkiej zjawiskiem niespotykanym (w sporcie tym wzrost i zasięg ramion dają ogromną przewagę, a i waga jest bardzo istotna). Reprezentował kilka klubów poznańskich – AZS, Surmę, Jachtklub Wielkopolski i Klub Wioślarski z roku 1904. W wioślarstwie zdobył brązowy medal w konkurencji dwójek bez sternika na igrzyskach olimpijskich w Los Angeles w 1932 roku (wspólnie z Henrykiem Budzińskim). Wywalczył także trzy medale mistrzostw Europy: 
złoty w dwójkach bez sternika na ME w Liège (1930) oraz srebrny w dwójkach bez sternika na ME w Bydgoszczy (1929) i czwórkach bez sternika na ME w Paryżu (1931). Zdobył 9 tytułów mistrza Polski (w dwójkach i czwórkach bez sternika).
W 1943 został wywieziony na budowę niemieckiej linii obrony (Witebsk, Orsza, Smoleńsk), na drodze odwrotu (Prusy Wschodnie) został „przejęty” przez Armię Czerwoną i wywieziony do obozu pracy pod Leningradem. Wolność odzyskał (1946) salwując się ucieczką z jenieckiego transportu. Po wojnie zamieszkał w rodzinnym Poznaniu, odbudował dom, skończył studia. Pracował przy odbudowie i rozbudowie Poznania, Leszna, Jarocina i Katowic.
Laureat Wielkiej Honorowej Nagrody Sportowej (1930). Po zakończeniu kariery sportowej pracował jako trener, działacz sportowy, sędzia, animator ruchu sportowego (jeszcze po siedemdziesiątce – pomimo kłopotów ze wzrokiem i słuchem – uczył wnuczki jazdy na łyżwach); pozostawał aktywny w polskim ruchu olimpijskim, pod koniec życia będąc najstarszym polskim olimpijczykiem. Został mu nadany tytuł honorowego członka Polskiego Związku Towarzystw Wioślarskich (1999). Niezależnie od aktywności zawodniczej i trenerskiej pracował także w zawodzie inżyniera budowlanego.
Jan Krenz-Mikołajczak został pochowany na Poznańskim cmentarzu na Bluszczowej.

## Ordery i odznaczenia
- Krzyż Komandorski Orderu Odrodzenia Polski (22 grudnia 1998)[8]
- Srebrny Krzyż Zasługi (19 marca 1931)[9]